# Muhlenbergia jonesii
Muhlenbergia jonesii är en gräsart som först beskrevs av George Vasey, och fick sitt nu gällande namn av Albert Spear Hitchcock. Muhlenbergia jonesii ingår i släktet muhlygräs, och familjen gräs. Inga underarter finns listade i Catalogue of Life.